# Palatul de Justiție din Suceava
Palatul de Justiție din Suceava este o clădire-monument istoric construită în stil neoclasic în anul 1885 în municipiul Suceava pentru a servi ca sediu de tribunal și judecătorie. El se află situat pe strada Ștefan cel Mare nr. 58.
Acest edificiu a fost inclus, sub denumirea de „Fostul tribunal, căpitănie districtuală și închisoare”, pe Lista monumentelor istorice din județul Suceava din anul 2004, având codul de clasificare  SV-II-m-B-05482.
În prezent, în această clădire funcționează Curtea de Apel, Tribunalul și Judecătoria Suceava.

## Așezare
Palatul de Justiție din Suceava se află pe strada Ștefan cel Mare, la limita între zona centrală a orașului și cartierul Areni. Edificiul este amplasat într-un triunghi format de străzile Ștefan cel Mare, Aleea Trandafirilor și Anastasie Crimca. Pe latura de est, este mărginit de Parcul Trandafirilor (cunoscut și sub denumirea de Parcul Tribunalului sau Trei Bărboși). În spatele Palatului de Justiție a fost ridicată Biserica Nașterea Maicii Domnului (cunoscută și ca Biserica Martirilor „In Memoriam”), sfințită în anul 2004.

## Istoric

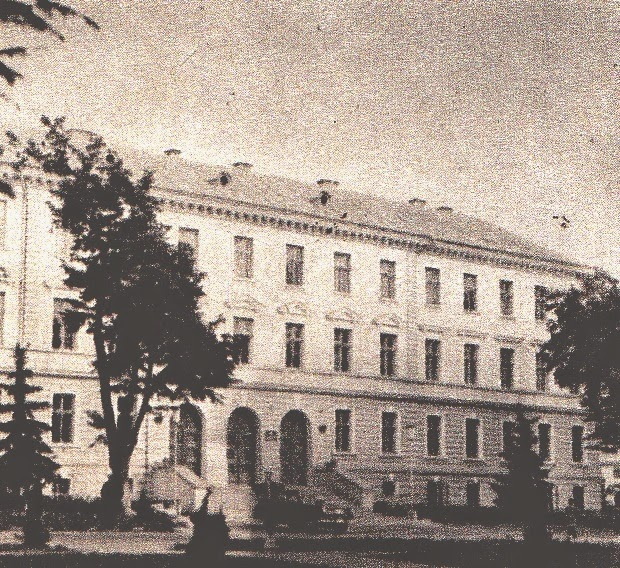
Palatul de Justiție din Suceava, în perioada în care aici funcționa primăria orașului

Între anii 1850–1855, pe locul actualului Palat de Justiție, este construită o cazarmă militară, care era formată dintr-un corp în formă de „U” și o capelă.
În anul 1885, în timpul mandatului primarului Michael von Prunkul (1884–1886), odată cu înființarea Tribunalului Cercual Suceava, autoritățile austriece din Ducatul Bucovinei demolează clădirea cazărmii pentru a construi în locul ei un imobil nou cu scopul de a servi ca sediu al Tribunalului Cercual, al Judecătoriei Districtuale și al Cărții Funciare. Arhitectul vienez Ferdinand Fellner proiectează o nouă clădire cu demisol, parter și două etaje, care este realizată în stil neoclasic cu elemente de baroc târziu. În partea din spate a imobilului este amenajată singura închisoare din districtul Suceava.
După cum atestă actul notarial din 20 februarie 1902, proprietarul clădirii care servea ca judecătorie și închisoare este Înalta Curte de Justiție (Justiaz-Aerar). Tribunalului Cercual din Suceava îi erau arondate districtele Câmpulung, Gura Humorului, Rădăuți și Suceava. În anul 1914, dintre cele 20 de judecătorii de ocol din Bucovina, 12 erau subordonate Tribunalului Provincial din Cernăuți și 8 erau subordonate Tribunalului Cercual din Suceava (Câmpulung, Dorna, Gura Humorului, Rădăuți, Seletin, Solca, Suceava și Stulpicani).
În perioada 1947–1956, în închisoarea aflată în partea din spate a clădirii sunt deținuți și schingiuiți luptătorii anticomuniști. Până în 1947 regimul de detenție de la închisoarea din Suceava a fost unul normal pentru acea perioadă, pentru deținuții de drept comun. În anii 1947–1948 începe prigoana împotriva celor care nu acceptă regimul comunist și astfel apar închisorile pentru deținuți politici. Conform informațiilor existente, în scurt timp regimul de detenție de la Suceava devine foarte aspru, iar contactul cu exteriorul este treptat interzis. În închisoarea din actualul Palat de Justiție sunt aduși tineri din toată Moldova, cei mai mulți dintre ei studenți (unii fiind legionari sau membri ai unor partide interzise precum PNȚ sau PNL). Conform informațiilor destul de contradictorii, în 1948 închisoarea grupează 600–700 de deținuți. Lectorul univ. dr. Radu Florian Bruja, profesor la Facultatea de Istorie din cadrul Universității „Ștefan cel Mare”, precizează că în curtea clădirii, pe locul unde astăzi se află Parcul Trandafirilor exista o groapă comună. În anii 1948–1949 regimul de detenție de la Suceava este continuat într-un mod și mai violent la închisoarea de la Pitești, situată în afara orașului.
„În jurul datei de 25 iunie 1948, iată-ne depuși în vestita închisoare Suceava și încarcerați în celula 59 de la subsol, pe latura de nord. Această celulă este legată de întâmplări pe care nu le voi uita niciodată. Aici am stat până la 15 ianuarie 1949. Tot în această celulă am simțit pentru prima dată apăsarea spațiului, pierderea libertății și durerea ruperii legăturii cu cei dragi. Aici am simțit din plin apăsarea închisorii și hăul ce se deschidea în fața noastră. Aici am suportat bătăile și chinurile anchetei, care a durat până în luna decembrie 1948. (...) Celulele erau prevăzute, în dreapta și în stânga intrării, cu tinetele pentru necesități și apă, de fapt niște putini variabile ca mărime în funcție de celulă. În aceste condiții, principala problemă a viețuirii consta în persistența mirosului de fecale.”—Dumitru Bordeianu, fost deținut politic, în cartea Mărturisiri din mlaștina disperării (2014)
În prezent, pe peretele din partea din spate a clădirii este amplasată o placă memorială din marmură albă pe care se află următoarea inscripție: „În această clădire, au fost schingiuiți și martirizați, unii dintre cei mai buni fii ai neamului românesc, care s-au jertfit pentru libertate, luptînd împotriva comunismului”. La 20 septembrie 1992, lângă Palatul de Justiție, tot în partea din spate, este dezvelită o troiță în memoria luptătorilor anticomuniști, realizată din lemn și aflată pe un soclu din piatră. Pe soclu se află o placă de marmură cu următoarea inscripție: „In memoriam pentru cei care au suferit în temnițele și lagărele comuniste în perioada anilor 1944–1989. 20.09.1992”.
Prin Hotărârea Consiliului de Miniștri (HCM) nr. 2750 din 30 decembrie 1956, Penitenciarul este mutat în municipiul Botoșani, iar spațiul rămas disponibil este atribuit admnistrației locale. În acest imobil se mută mai întâi Sfatul Popular al Regiunii Suceava, cu acest prilej efectuându-se o serie de reamenajări interioare ale clădirii cu scopul de a o adapta la necesitățile instituției.

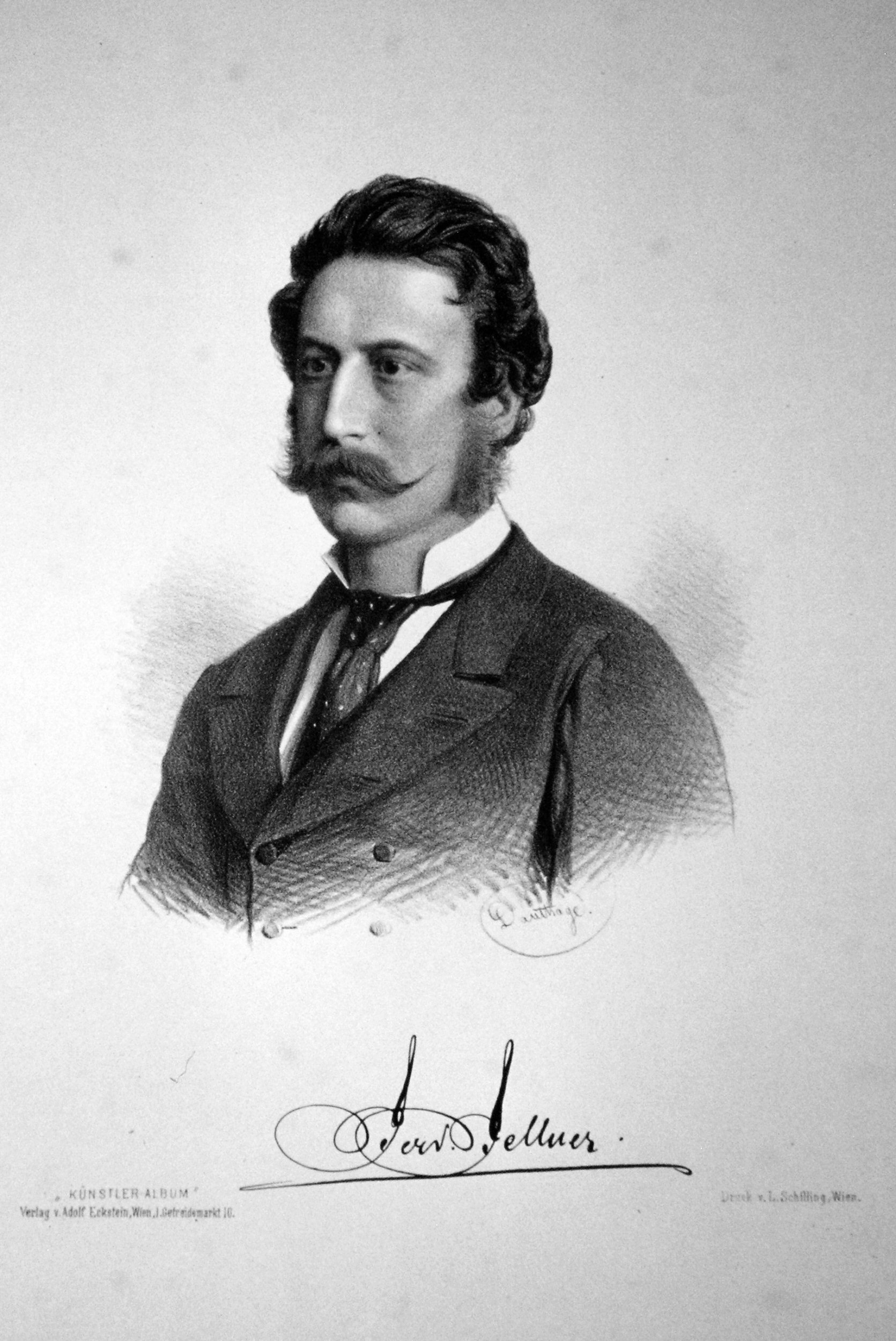
Ferdinand Fellner, arhitectul care a proiectat Palatul de Justiție

Odată cu reforma administrativă din anul 1968, când sunt desființate regiunile, clădirea devine sediul Consiliului Popular Municipal Suceava (Primăria), în unele încăperi funcționând și birouri ale Comitetului municipal Suceava al PCR, Universității „Ștefan cel Mare”, Oficiului Județean de Cadastru, Geodezie și Cartografie (O.C.O.T.) Suceava și Administrației Financiare a municipiului Suceava. În toată această perioadă, Tribunalul și Judecătoria Suceava au fost înghesuite în jumătate din spațiile Palatului de Justiție. În anii '80 ai secolului al XX-lea, sunt renovate fațadele cu praf de piatră, mozaic și ciment alb, sunt amenajate interioarele și se montează uși din lemn masiv la intrarea în clădire dinspre bulevard.
După Revoluția din 1989, clădirea este revendicată de Ministerul Justiției. Spațiile ocupate de Universitatea „Ștefan cel Mare” și O.C.O.T. Suceava sunt eliberate. Hotărârea de Guvern nr. 469 din 10 iunie 1999 impune Primăriei Suceava eliberarea spațiului în care funcționează, acesta urmând să revină Ministerului Justiției. Se acordă un termen până la 20 aprilie 2000 pentru ca Primăria să se mute din clădire. La expirarea termenului, Administrația Financiară se mută într-un sediu nou de pe strada Vasile Bumbac.
Ca urmare a somației înaintate de magistrați ca Primăria să părăsească imobilul, conducerea administrației municipale achiziționează în august 2002 fostul sediu al Băncii Agricole din cartierul Areni.
Imobilul este recondiționat în anul 2007 de către firma Cominco Frasin, efectuându-se lucrări de consolidare și reparații capitale ale clădirii, precum și finisaje moderne. Sunt placate scările cu granit mat, nealunecos, sunt refăcute acoperișul și sistemele de captare a apei pluviale, iar aleile de acces sunt placate cu pavele.
În prezent, în clădirea Palatului de Justiție funcționează Curtea de Apel, Tribunalul și Judecătoria Suceava.

## Arhitectură
Edificiul este monumental, impresionând prin simplitate și soliditate. Imobilul are o suprafață construită de 2.626 de metri pătrați, o suprafață desfășurată de 10.064 de metri pătrați, o suprafață utilă de 7.484 de metri pătrați și este format din demisol, parter și două etaje.
Clădirea are o formă dreptunghiulară, cu o curte interioară (cu alei pietonale și copaci), intrări și căi de acces de pe toate cele patru laturi. Etajele, parterul și subsolul sunt delimitate prin brâie orizontale cu mai multe profile. Subsolul clădirii este înălțat.
Fațadele clădirii nu prezintă elemente arhitecturale deosebite, în afara paramentelor cu bosaje ce acoperă zidurile. Arhitectura edificiului are elemente neoclasice caracteristice clădirilor destinate să găzduiască instituții administrative austriece.

## Imagini

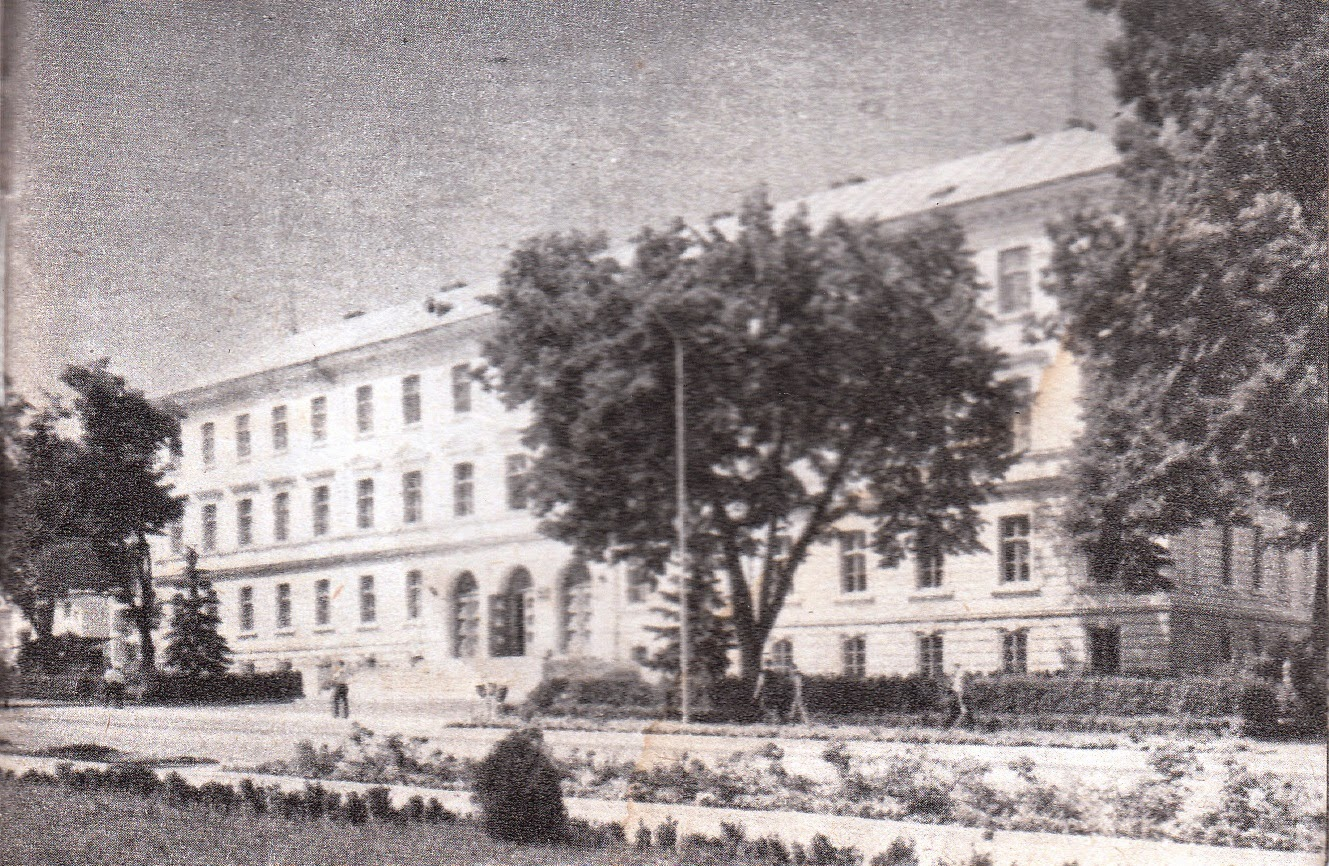
Palatul de Justiție din Suceava în perioada comunistă
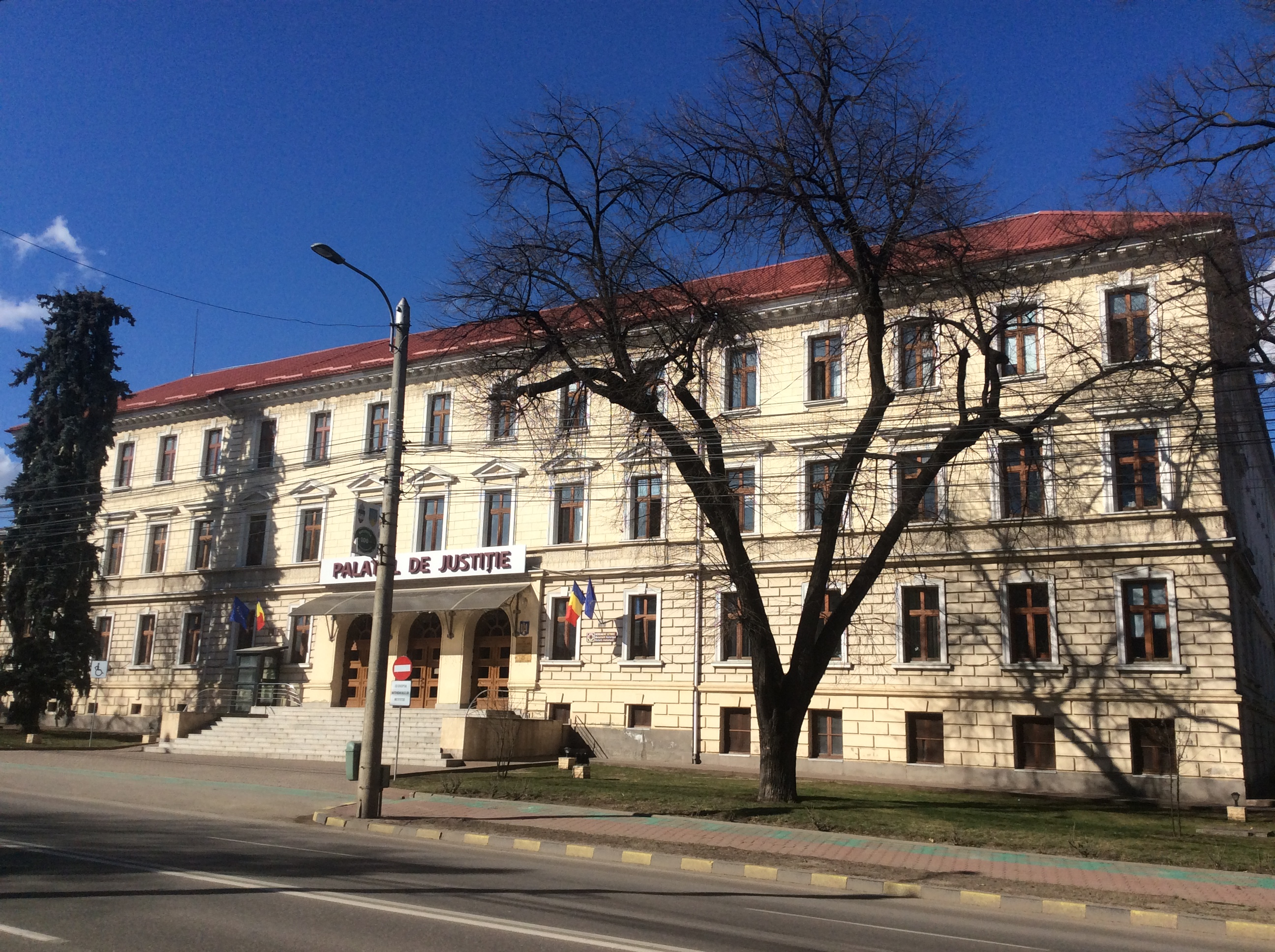
Palatul de Justiție din Suceava
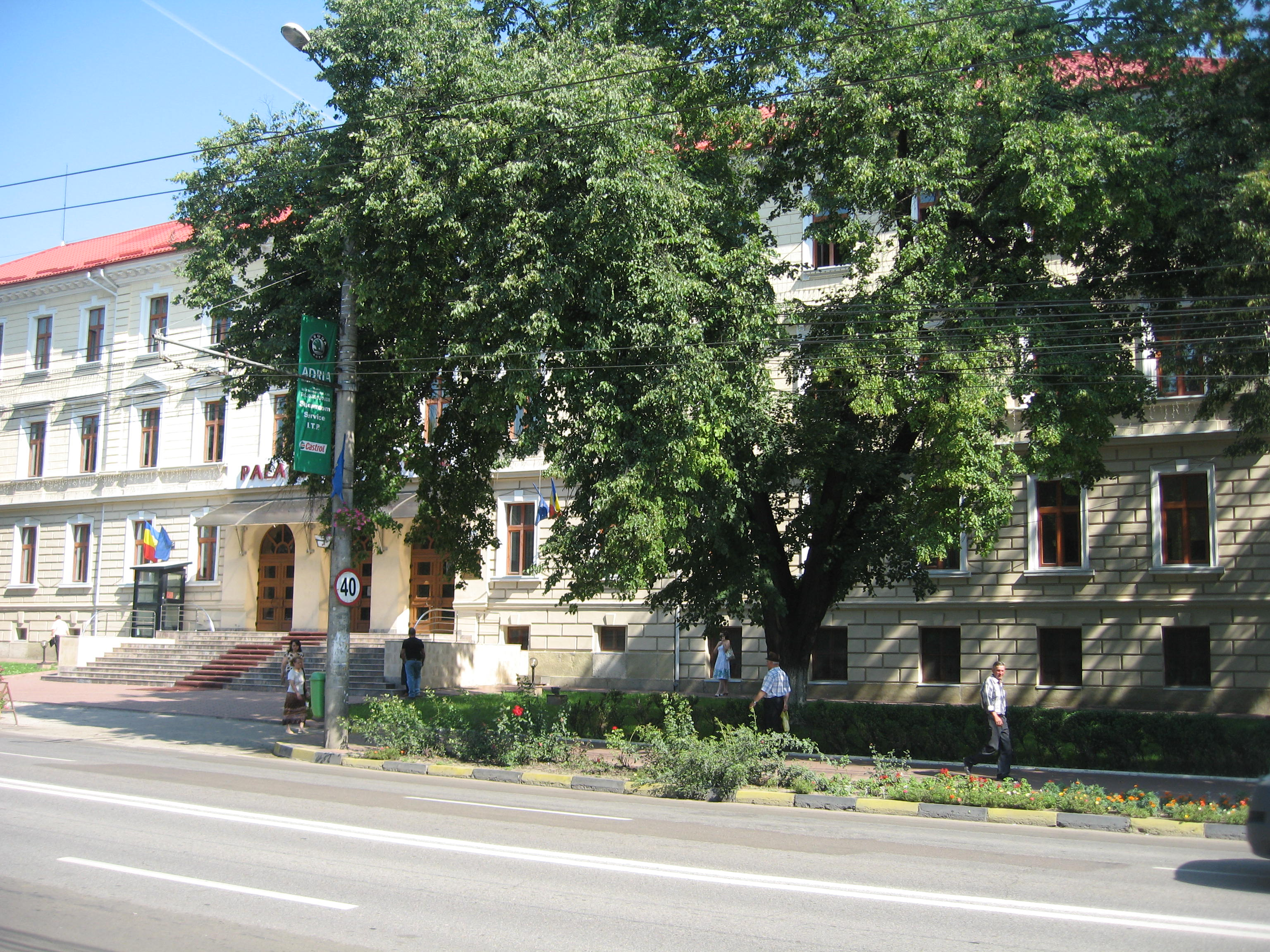
Palatul de Justiție din Suceava
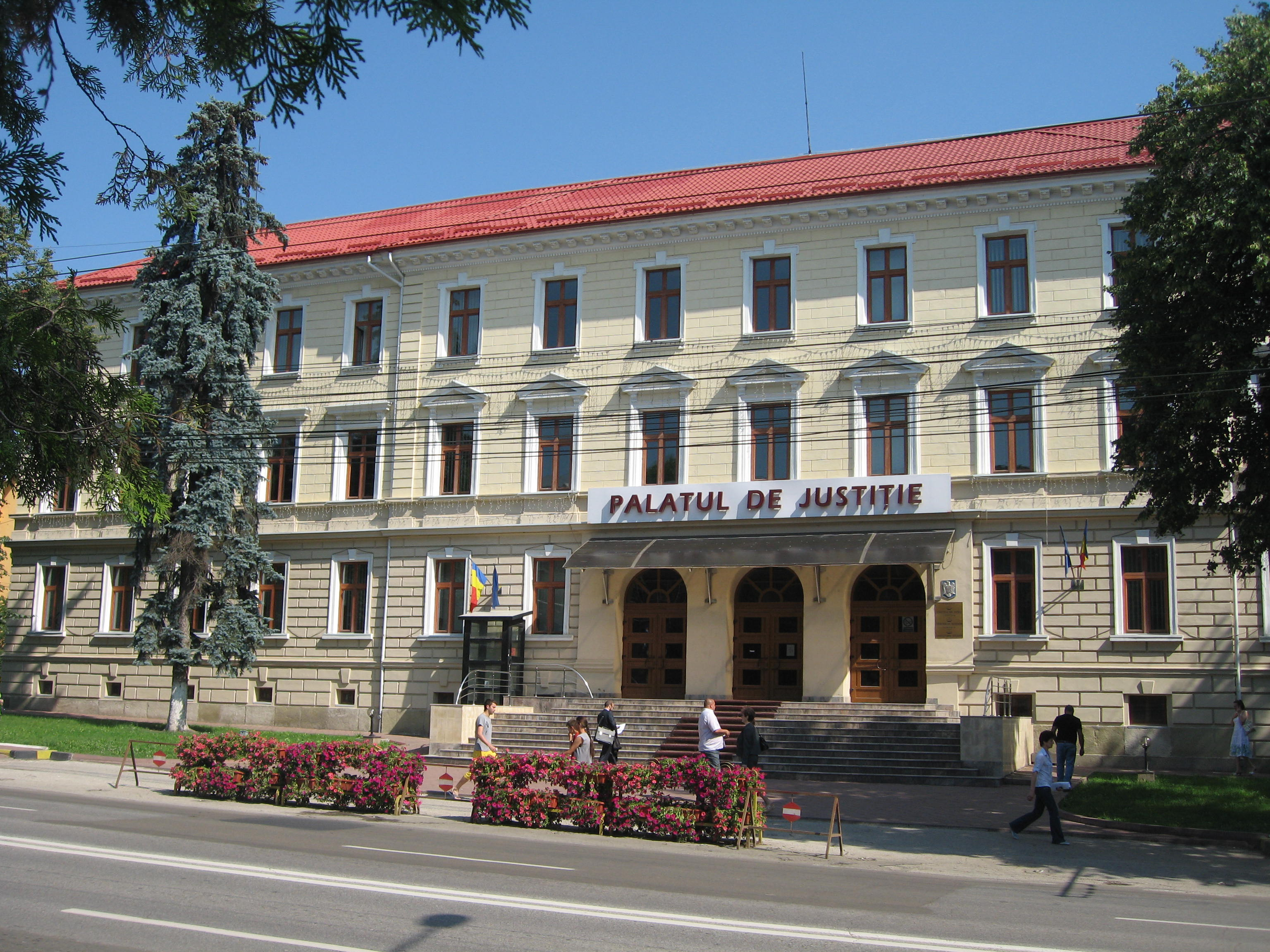
Palatul de Justiție din Suceava
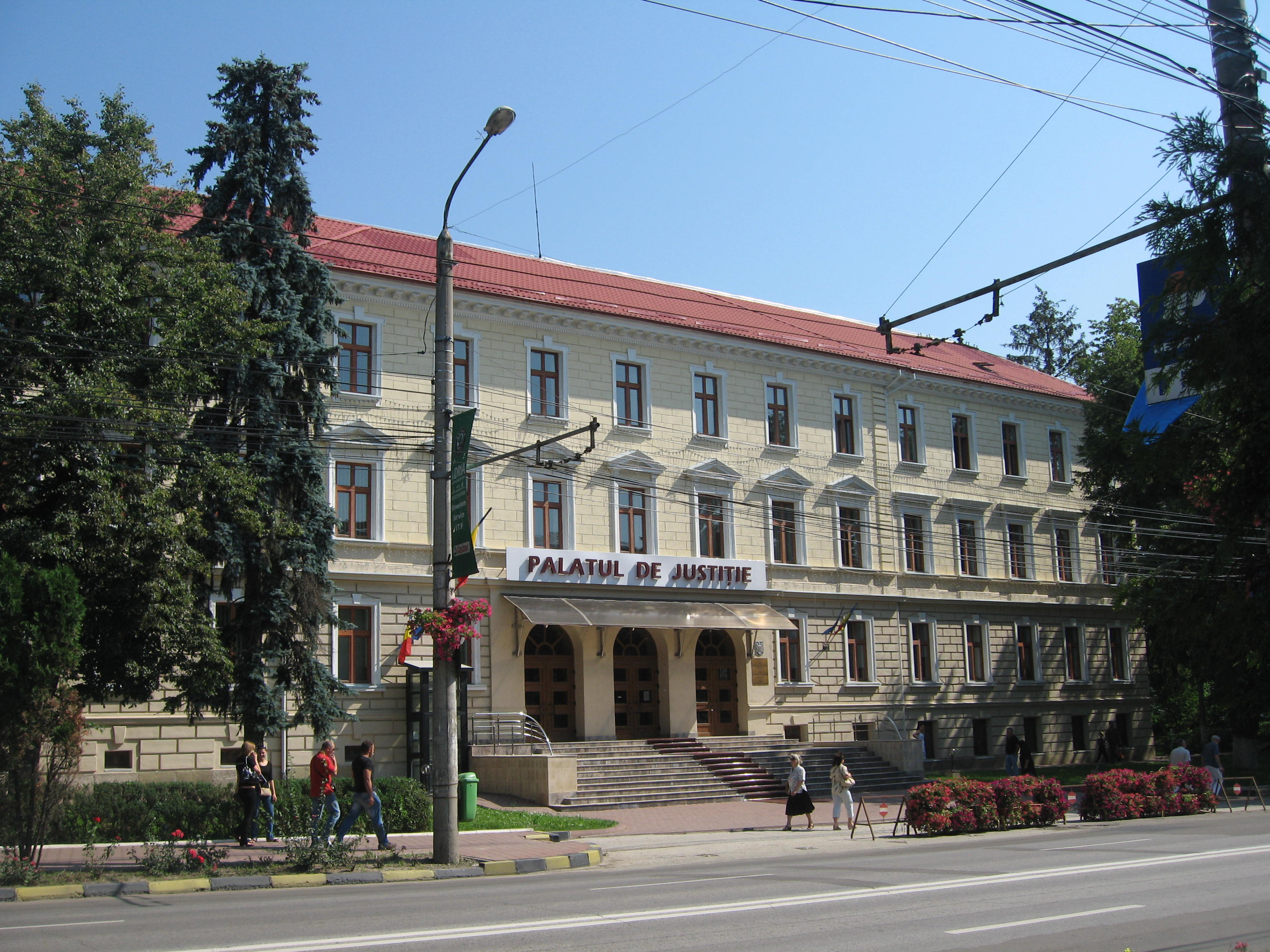
Palatul de Justiție din Suceava
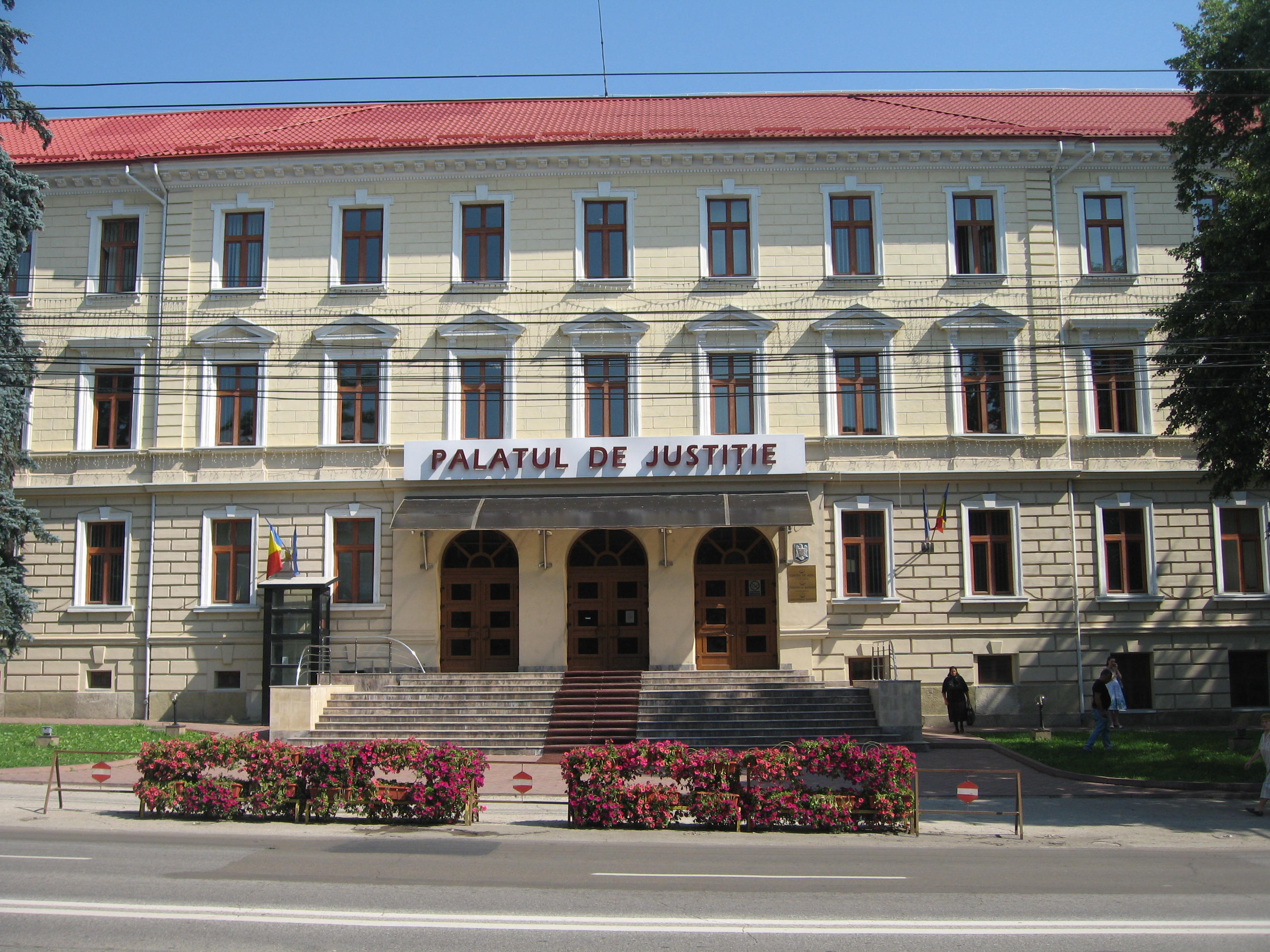
Intrarea principală în clădire
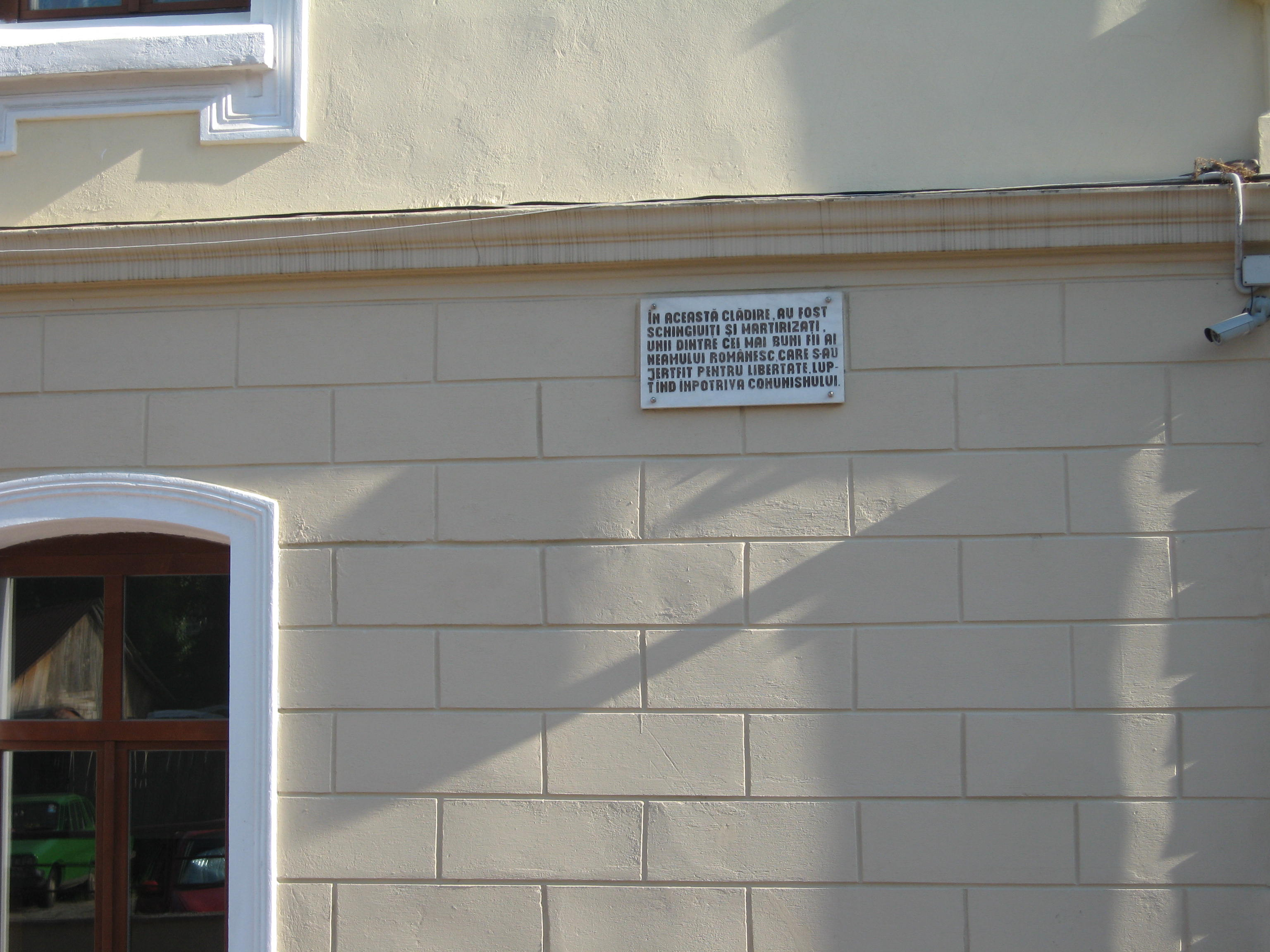
Placa memorială amplasată pe peretele din spate al clădirii
Troița în memoria luptătorilor anticomuniști, aflată lângă clădire
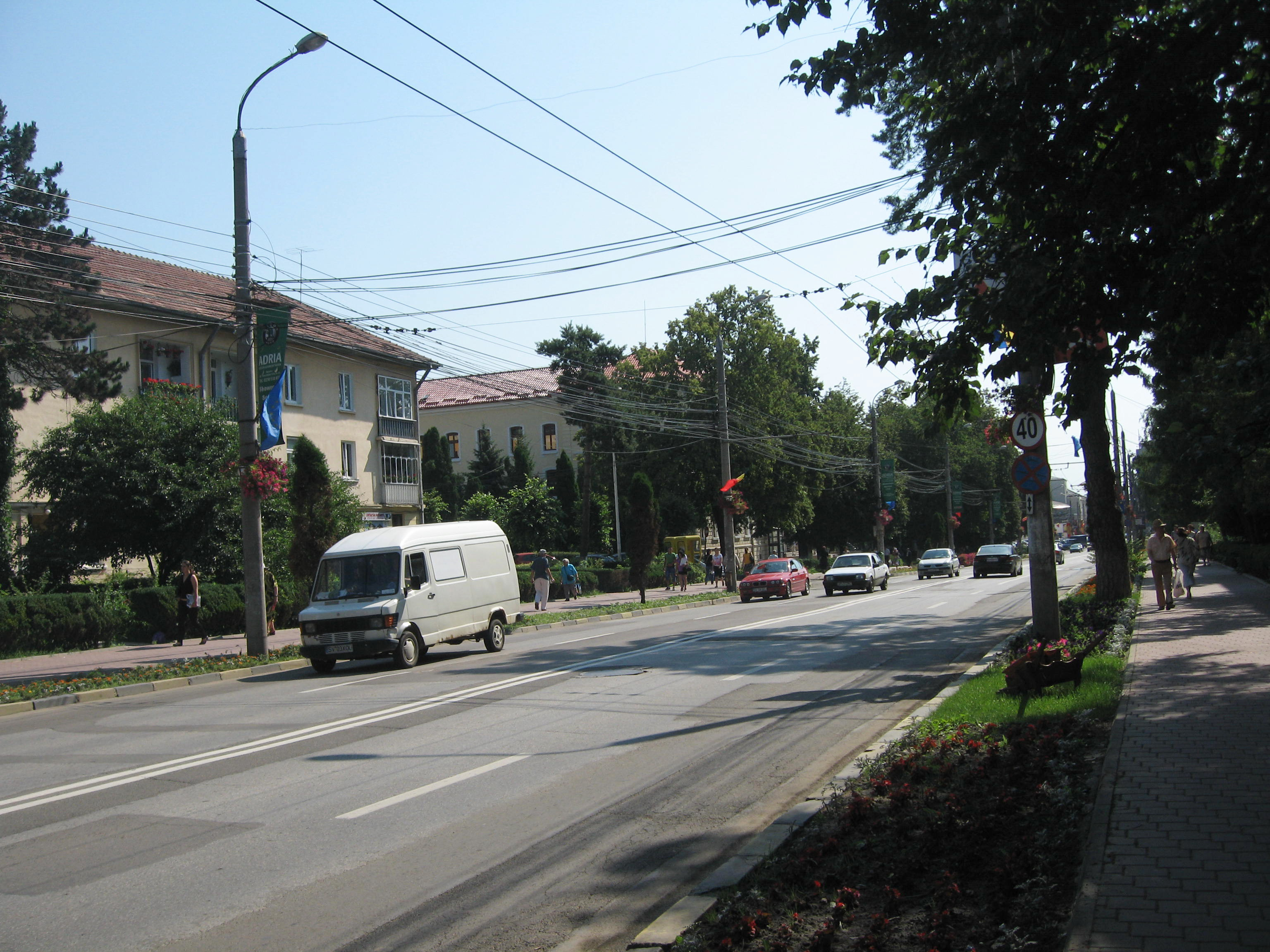
Strada Ștefan cel Mare și Palatul de Justiție
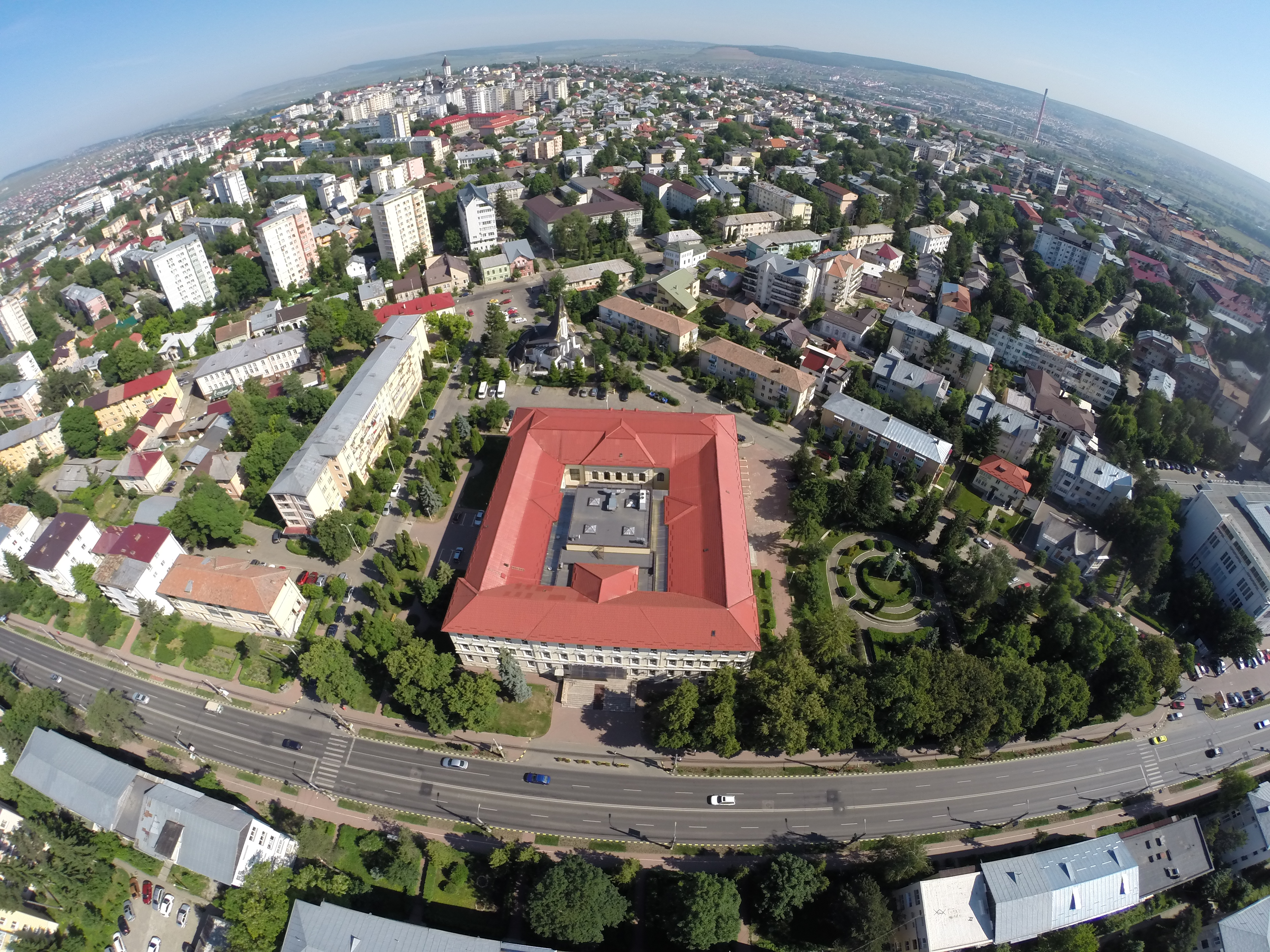
Perspectivă aeriană cu Palatul de Justiție dinspre sud
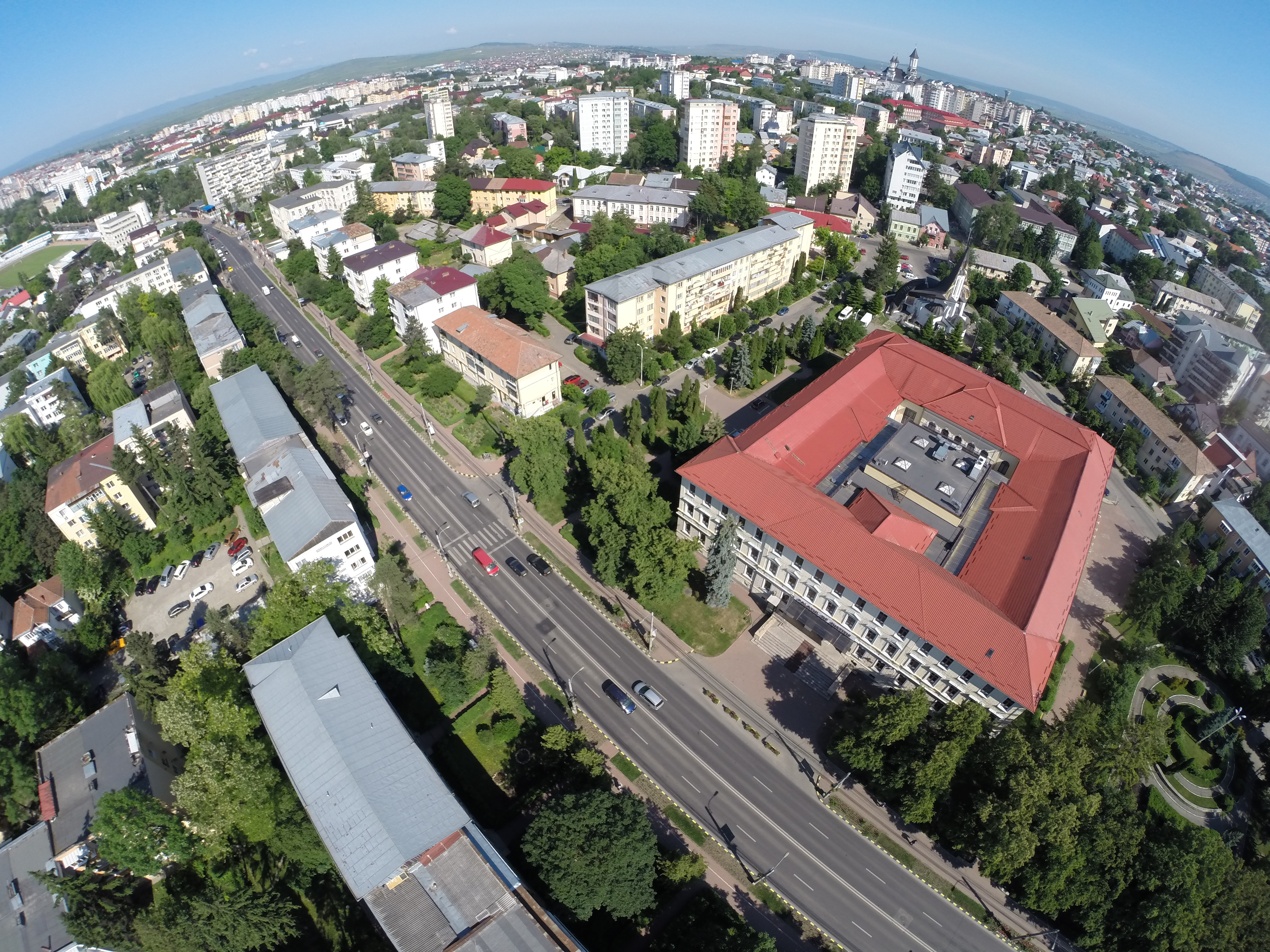
Perspectivă aeriană cu Palatul de Justiție dinspre sud-est
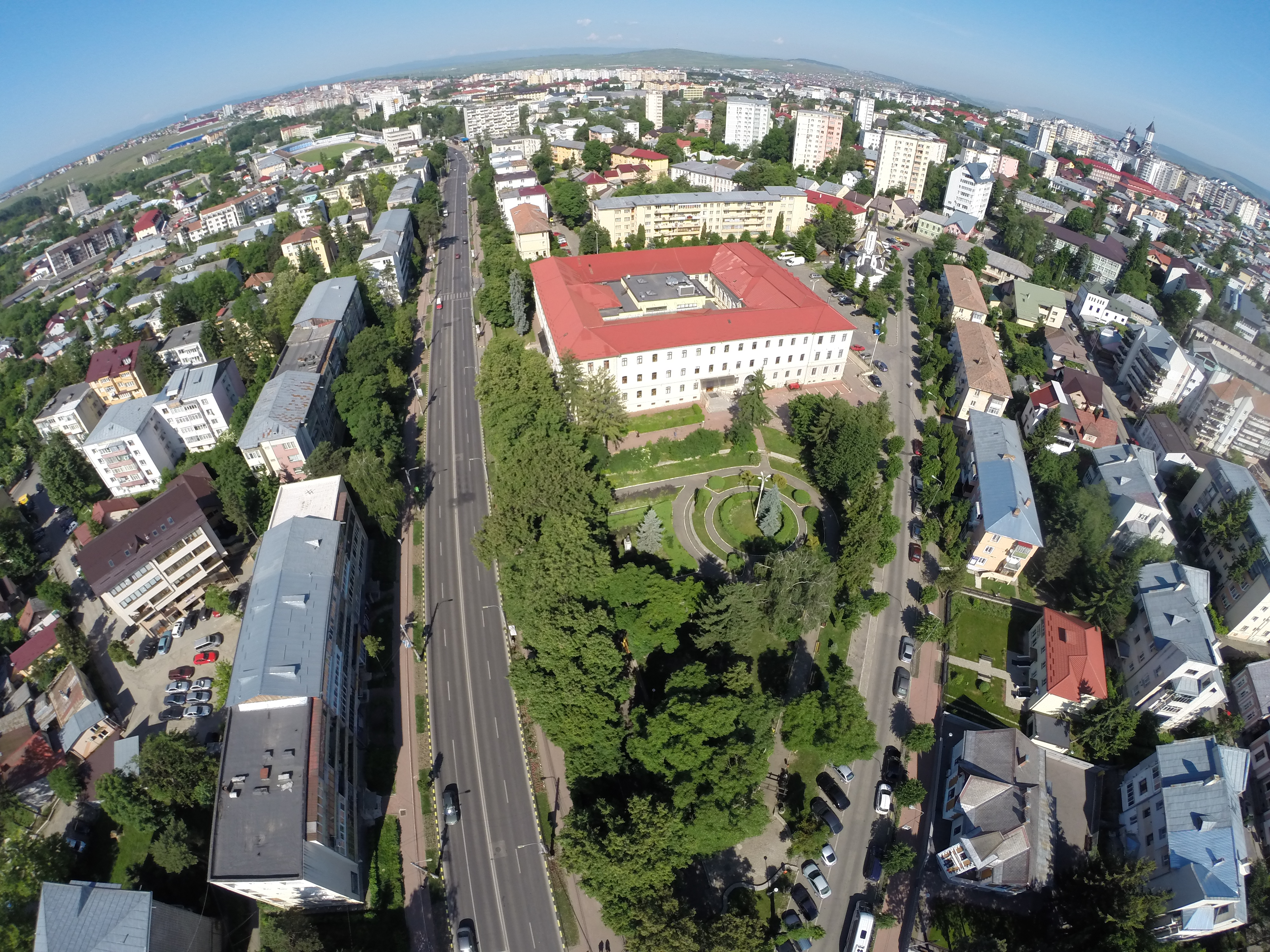
Perspectivă aeriană cu Palatul de Justiție dinspre est
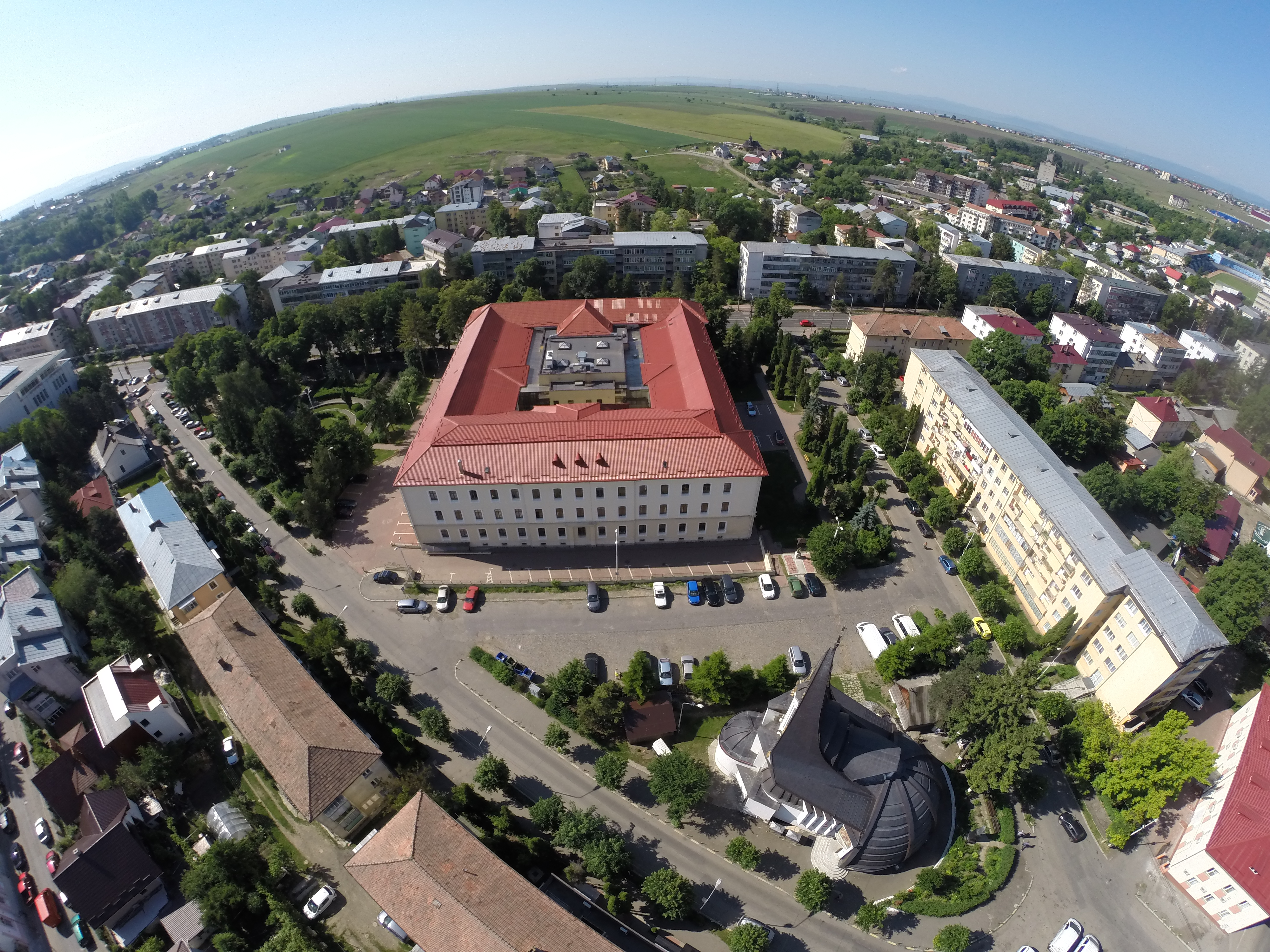
Perspectivă aeriană cu Palatul de Justiție dinspre nord
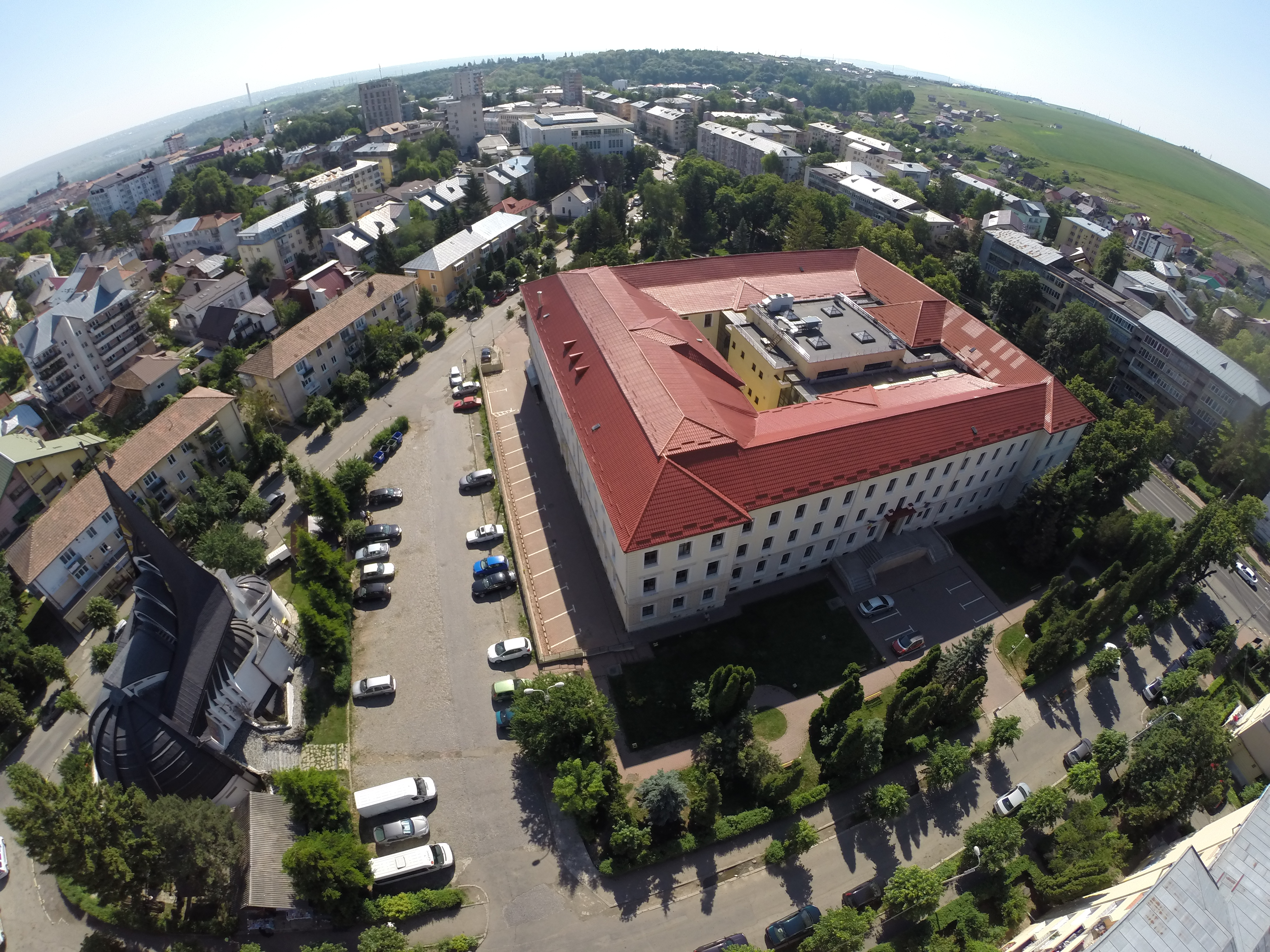
Perspectivă aeriană cu Palatul de Justiție dinspre nord-vest